# Johanna Kristiansson
Linn Johanna Kristiansson, född 5 februari 1981 i Vänersborg, är en svensk illustratör och serietecknare.
Kristiansson har bland andra, tillsammans med Joakim Gunnarsson tecknat serien "Katten Nils" i Kamratposten sedan 2007. 2012 gavs det första albumet med Katten Nils ut på Kartago Förlag. Tillsammans med Joakim Gunnarsson vann hon Unghunden 2013. Hon gör även serien "Bittra Djur" tillsammans med Jonas Darnell i serietidningen Herman Hedning.
Kristiansson är utbildad i Nottingham där hon läst Art & Design, samt på Serieskolan i Malmö. Hon jobbar även som frilans, och håller även en hel del workshops för barn i serieteckning på skolor och bibliotek.